# Maggie Vision
Maggie Vision è il quinto album in studio della cantante polacca Margaret, pubblicato nel 2021.

## Tracce
1. Przebiśniegi – 2:09
2. Pure Fun (featuring Young Igi) – 2:26
3. Fotel – 2:32
4. Roadster (featuring Kizo) – 2:45
5. Nowe Plemię – 2:28
6. Reksiu (featuring Otsochodzi) – 2:42
7. No Future (featuring Kukon) – 3:06
8. Piniata – 2:37
9. Introwersje (featuring Stanislavv) – 2:48
10. Xanax – 2:40
11. Antipop (featuring Kara) – 2:46
12. Sold Out (featuring Natalia Szroeder) – 3:02
13. Wielkie mam sny – 2:44

Edizione limitata/digitale
1. Say No More (featuring Urboishawty) – 2:49